# 傅忠貴
傅忠貴（1885年—1938年9月23日 †），中華民國國民革命軍少將，為中國抗日戰爭期間陣亡的中國軍方高級將領之一。

## 生平
籍貫山東長清，黃埔軍校肄業，奉天講武堂畢業，奉系國民革命軍一級上將兼東北邊防軍總司令張學良下屬。1937年，七七事變抗戰爆發，傅被編入山東魯北游擊軍，後任職魯北游擊司令部少將游擊總司令。1938年，日軍全面進攻山東，率所屬部隊發動突襲攻勢屢創日軍，頓挫其西進南侵之攻勢。9月，日軍主動派出重裝部隊配合炮兵與航空隊反擊魯北游擊軍，於23日阻擊日軍激戰時，於山東辛店屯中彈殉國，享年53歲。1986年3月，國軍將其牌位入祀國民革命忠烈祠武烈士祠。

## 家庭
妻子為傅孫靜如，於生子時難產過世；兒子為節目主持人與體育主播傅達仁。